# Équipe d'Inde de Fed Cup
L'équipe d'Inde de Fed Cup est l’équipe qui représente l'Inde lors de la compétition de tennis féminin par équipe nationale appelée Fed Cup (ou « Coupe de la Fédération » jusqu'en 1994).
L'équipe indienne s'est inscrite pour la première fois lors de la Coupe de la Fédération 1977 mais a finalement déclaré forfait pour le premier tour et n'a plus concouru dès l'année suivante, ne débutant finalement que lors de la Coupe de la Fédération 1991. Depuis, l'Inde n'a été absente qu'une seule saison, en 1993. Les joueuses indiennes ont réalisé leur meilleure performance en atteignant la finale du groupe I de la zone Asie/Océanie en 2006, avec dans l'équipe Sania Mirza, Shikha Uberoi, Ankita Bhambri (en) et Isha Lakhani (en).

## Résultats par année
Coupe de la Fédération

Aucune participation de 1963 à 1976, ni de 1978 à 1990, ni en 1993.
- 1977 : forfait au premier tour
- 1991 : défaite au premier tour des qualifications
- 1992 : défaite en demi-finale du groupe I de la zone Asie/Océanie
- 1994 : une victoire et deux défaites en poule du groupe I de la zone Asie/Océanie, relégation dans le groupe II

Fed Cup
- 1995 : quatre victoires dans le groupe II de la zone Asie/Océanie, qualifié pour le groupe I pour la saison suivante
- 1996 : défaite en demi-finale du groupe I de la zone Asie/Océanie
- 1997 : quatre défaites du groupe I de la zone Asie/Océanie, puis défaite par forfait contre le Kazakhstan en play-off, relégation dans le groupe II
- 1998 : quatre victoires dans le groupe II de la zone Asie/Océanie, qualifié pour le groupe I pour la saison suivante
- 1999 : trois victoires et une défaite dans le groupe I de la zone Asie/Océanie
- 2000 : trois victoires et une défaite dans le groupe I de la zone Asie/Océanie
- 2001 : deux victoires et deux défaites dans le groupe I de la zone Asie/Océanie
- 2002 : quatre défaites dans le groupe I de la zone Asie/Océanie, relégation dans le groupe II
- 2003 : trois victoires dans le groupe II de la zone Asie/Océanie, qualifié pour le groupe I pour la saison suivante
- 2004 : défaite en demi-finale du groupe I de la zone Asie/Océanie
- 2005 : 3e du groupe I de la zone Asie/Océanie
- 2006 : finale du groupe I de la zone Asie/Océanie (défaite 2-1 contre l'Australie)
- 2007 : 4e du groupe I de la zone Asie/Océanie
- 2008 : 7e du groupe I de la zone Asie/Océanie
- 2009 : défaite dans le play-off de relégation, relégation dans le groupe II
- 2010 : trois victoires dans le groupe II de la zone Asie/Océanie, qualifié pour le groupe I pour la saison suivante
- 2011 : défaite dans le play-off de relégation, relégation dans le groupe II
- 2012 : cinq victoires dans le groupe II de la zone Asie/Océanie, qualifié pour le groupe I pour la saison suivante
- 2013 : défaite dans le play-off de relégation, relégation dans le groupe II
- 2014 : trois victoires et une défaite dans le groupe II de la zone Asie/Océanie
- 2015 : quatre victoires dans le groupe II de la zone Asie/Océanie, qualifié pour le groupe I pour la saison suivante
- 2016 : 5e du groupe I de la zone Asie/Océanie
- 2017 : une victoire et deux défaites dans le groupe I de la zone Asie/Océanie
- 2018 : victoire dans le play-off de relégation

## Joueuses marquantes
Par ordre alphabétique :
- Ankita Bhambri (en)
- Rushmi Chakravarthi (en)
- Isha Lakhani (en)
- Sania Mirza
- Nirupama Sanjeev (en)
- Prarthana Thombare (en)
- Shikha Uberoi